# روبرتا فيندلاي
روبرتا فيندلاي (بالإنجليزية: Roberta Findlay)‏ هي مصورة سينمائية ومنتجة أفلام ومخرجة وممثلة أمريكية، ولدت في 1948 في الولايات المتحدة.

## وصلات خارجية
- روبرتا فيندلاي على موقع IMDb (الإنجليزية)
- روبرتا فيندلاي على موقع قاعدة بيانات الفيلم (الإنجليزية)